# Sophie (BulletBoys)
Sophie è il quinto album dei BulletBoys, uscito nel 2003 per l'etichetta discografica Bulletboys Records.

## Tracce
1. Kiss The Lizard
2. Neighborhood
3. Can I Show You
4. Don't Be Afraid
5. All Of The Day and All Of The Night (The Kinks Cover)
6. Walls
7. Amazing
8. Outta Here
9. Shake Me Awake
10. Stoned Staley

## Formazione
- Marq Torien - voce

### Altre partecipazioni
- Sebastian Bach - voce nel brano 5